# Кастро дел Рио
Кастро дел Рио (на испански: Castro del Río) е населено място и община в Испания. Намира се в провинция Кордоба, в състава на автономната област Андалусия. Общината влиза в състава на района (комарка) Кампиния де Баена. Заема площ от 218 km². Населението му е 8095 души (по преброяване от 2010 г.). Разстоянието до административния център на провинцията е 42 km.

## Демография
| 1996 | 1998 | 1999 | 2000 | 2001 | 2002 | 2003 | 2004 | 2005 | 2006 |
| ---- | ---- | ---- | ---- | ---- | ---- | ---- | ---- | ---- | ---- |
| 8036 | 8015 | 8023 | 8040 | 8029 | 8064 | 8083 | 8076 | 8088 | 8074 |